# Нижнелиповский сельсовет
Нижнелиповский сельсовет — упразднённое муниципальное образование со статусом сельского поселения в Сосновоборском районе Пензенской области Российской Федерации.
Административный центр — село Нижняя Липовка.

## История
Статус и границы сельского поселения установлены Законом Пензенской области от 2 ноября 2004 года № 690-ЗПО «О границах муниципальных образований Пензенской области».
Законом Пензенской области от 4 апреля 2017 года № 3027-ЗПО были преобразованы, путём их объединения, сельские поселения Нижнекатмисский и Нижнелиповский сельсоветы в Нижнекатмисский сельсовет с административным центром в селе Нижний Катмис.

## Население
| 2010 | 2012 | 2013 | 2014 | 2015 | 2016 | 2017 |
| ---- | ---- | ---- | ---- | ---- | ---- | ---- |
| 371  | ↘340 | ↘317 | ↘305 | ↘300 | ↘295 | ↗296 |

## Состав сельского поселения
| № | Населённый пункт | Тип населённого пункта       | Население |
| - | ---------------- | ---------------------------- | --------- |
| 1 | Альмяшевка       | село                         | ↘137      |
| 2 | Дом Отдыха       | населённый пункт             | 12        |
| 3 | Нижняя Липовка   | село, административный центр | ↘192      |
| 4 | Средняя Липовка  | деревня                      | 30        |